# En lek med eld
En lek med eld är en roman av Peter Robinson, utgiven i Storbritannien år 2004. Engelska originalets titel är Playing With Fire. Jan Malmsjö översatte romanen till svenska 2004. Romanen är den fjortonde i serien om kommissarie Banks.

## Handling
Ett par personer i samhällets utkant omkommer i anlagda bränder och även om det tidigt står klart att det rör sig om mordbrand så har Banks och hans kollegor till en början svårt att se något samband utöver det faktum att bränderna inträffat med mycket kort mellanrum. Efterhand nystas dock en härva med kopplingar till konstvärlden upp och utredningen utsätter Banks för större personlig fara än någon av hans tidigare utredningar har gjort.